# Sheila Take a Bow
Sheila Take a Bow è un brano della band inglese The Smiths.
Pubblicato anche come singolo, il 13 aprile del 1987 dalla Rough Trade, il disco raggiunse la posizione numero 10 nella Official Singles Chart, la più alta della loro carriera. Il brano non è contenuto in nessun album in studio, raccolte a parte, della band.

## Realizzazione
Prodotto dagli stessi Smiths e da John Porter, registrato presso gli studi Good Heart di Londra nel gennaio del 1987, Sheila Take a Bow è un chiaro omaggio alla scrittrice Shelagh Delaney (Sheila, il nome cristiano viene usato qui al posto del gaelico Shelagh), musa ispiratrice di tante liriche di Morrissey e scomparsa, all'età di 71 anni, il 22 novembre 2011.
Il testo parla di depressione e di timori giovanili con l'aggiunta, da parte del cantante stesso, di un tratto di confusione di genere (maschile vs femminile) verso la fine del testo, per significare che, colui che Sheila ama, in realtà non ricambia il suo sentimento (Take my hand and off we stride / You're a girl and I'm a boy / Take my hand and off we stride / I'm a girl and you're a boy / Sheila take a, Sheila take a bow / Throw your homework onto the fire /Come out and find the one that you love).
Il brano è stato eseguito solo due volte dal vivo dagli Smiths, oltre ad essere l'ultima canzone suonata dal gruppo di fronte a un pubblico: nel programma televisivo inglese The Tube, il 10 aprile 1987 e a Top of the Pops, il 23 aprile dello stesso anno. Come artista solista, Morrissey, ha eseguito questo brano soltanto una volta a Lima, in Perù, nel southamerican tour del 2012

## Copertina e video
La copertina ritrae una foto di Candy Darling tratta dal film Women in Revolt, pellicola del 1971, prodotta da Andy Warhol e diretta da Paul Morrissey.
Candy Darling, pseudonimo di James Lawrence Slatteryun, era una drag queen, star della Factory di Andy Warhol e musa dei Velvet Underground. A lei, la band di Lou Reed, dedicarono anche una canzone, intitolata proprio Candy Says. "Essere capace di imporre Candy Darling al pubblico che acquista il disco" commentò così Morrissey la sua scelta "è stato un perfetto esempio del mio pericolosissimo senso dell'umorismo."
Sul vinile dei 7" e del 12" è incisa la frase: COOK BERNARD MATTHEWS. Bernard Matthews fu il fondatore della Bernard Matthews Farms Limited, una società inglese nota per la produzione di prodotti agricoli.
Il videoclip promozionale venne prodotto utilizzando le immagini di una performance della band al programma The Tube, il 10 aprile 1987 .

## Tracce
- UK 7"

1. Sheila Take a Bow - 2:41
2. Is It Really So Strange? (Peel Sessions, 17 dicembre 1986) - 3:04

- UK 12"

1. Sheila Take a Bow - 2:41
2. Is It Really So Strange? (Peel Sessions, 17 dicembre 1986) - 3:04
3. Sweet and Tender Hooligan (Peel Sessions, 17 dicembre 1986) - 3:35

## Formazione
- Morrissey – voce
- Johnny Marr – chitarra, pianoforte
- Andy Rourke – basso
- Mike Joyce – batteria